# Osbourne Moxey
Osbourne Moxey (né le 27 août 1978) est un athlète bahaméen, spécialiste du saut en longueur. 

## Biographie
Il remporte deux médailles d'argent lors des championnats d'Amérique centrale et des Caraïbes, en 2003 et 2005. Huitième des championnats du monde, son record personnel est de 8,19 m établi le 9 août 2002 à San Antonio. Il participe aux Jeux olympiques de 2004 mais ne franchit pas le cap des qualifications.
En 2008, il remporte le titre des championnats d'Amérique centrale et des Caraïbes, à La Havane, avec un saut à 7,96 m.

## Palmarès
| Date | Compétition                                      | Lieu                 | Résultat | Épreuve          | Performance |
| ---- | ------------------------------------------------ | -------------------- | -------- | ---------------- | ----------- |
| 2002 | Jeux du Commonwealth                             | Manchester           | 5e       | Saut en longueur | 7,87 m      |
| 2003 | Championnats d'Amérique centrale et des Caraïbes | Saint-Georges        | 2e       | Saut en longueur | 7,87 m      |
| 2003 | Jeux panaméricains                               | Saint-Domingue       | 5e       | Saut en longueur | 7,93 m      |
| 2003 | Championnats du monde                            | Paris                | 8e       | Saut en longueur | 7,93 m      |
| 2005 | Championnats d'Amérique centrale et des Caraïbes | Nassau               | 2e       | Saut en longueur | 8,03 m      |
| 2006 | Jeux du Commonwealth                             | Melbourne            | 12e      | Saut en longueur | 7,36 m      |
| 2006 | Jeux d'Amérique centrale et des Caraïbes         | Carthagène des Indes | 5e       | Saut en longueur | 7,73 m      |
| 2007 | Jeux panaméricains                               | Rio de Janeiro       | 5e       | Saut en longueur | 7,81 m      |
| 2008 | Championnats d'Amérique centrale et des Caraïbes | La Havane            | 1er      | Saut en longueur | 7,96 m      |

## Records
| Épreuve          | Performance | Lieu        | Date        |
| ---------------- | ----------- | ----------- | ----------- |
| Saut en longueur | 8,19 m      | San Antonio | 9 août 2002 |